# Tolun Dechen
Tolen Dechen, även stavat Doilungdêqên, är ett distrikt som lyder under Lhasa i Tibet-regionen i sydvästra Kina.